# 大阿特拉斯山

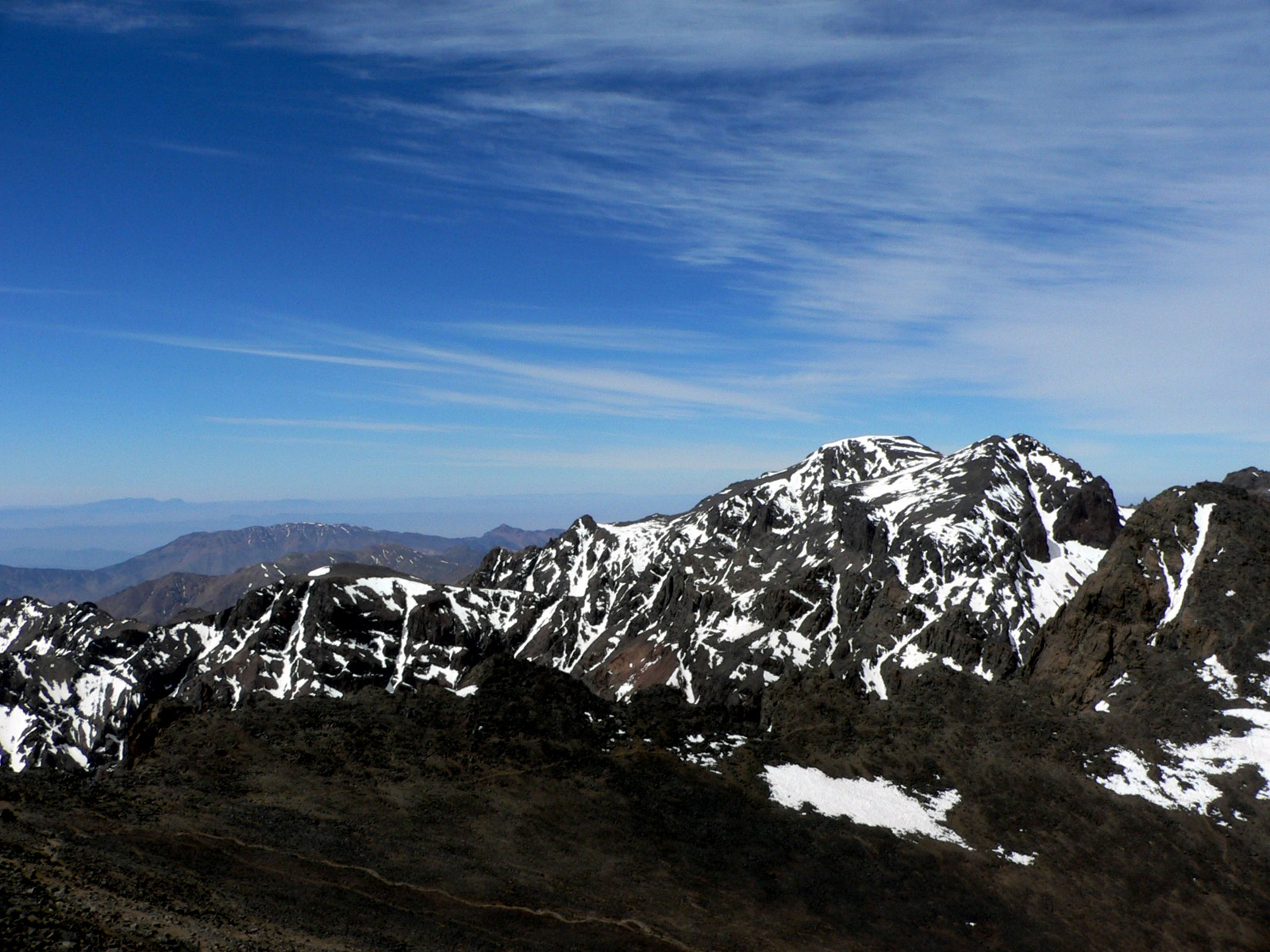

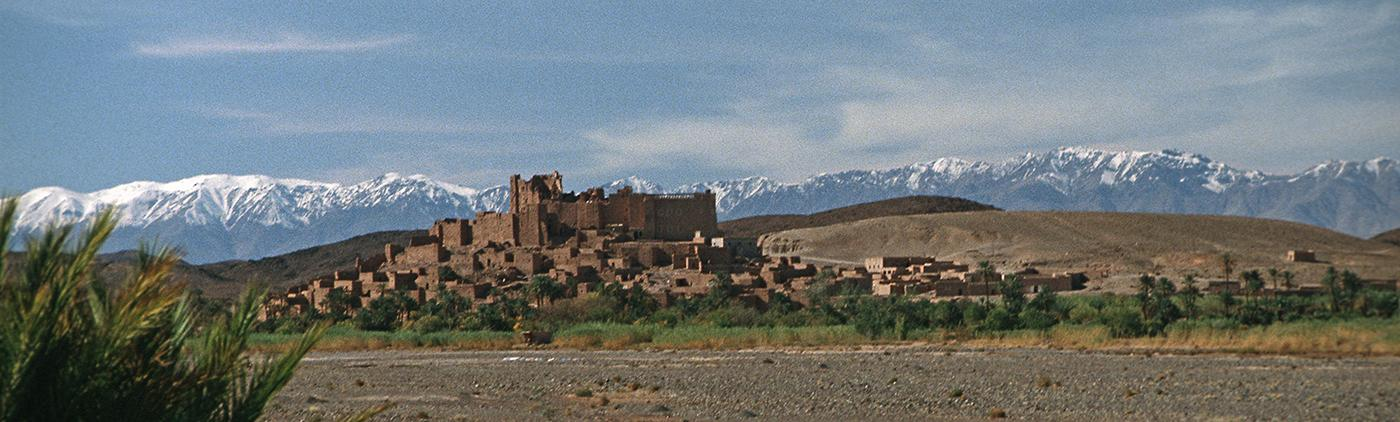

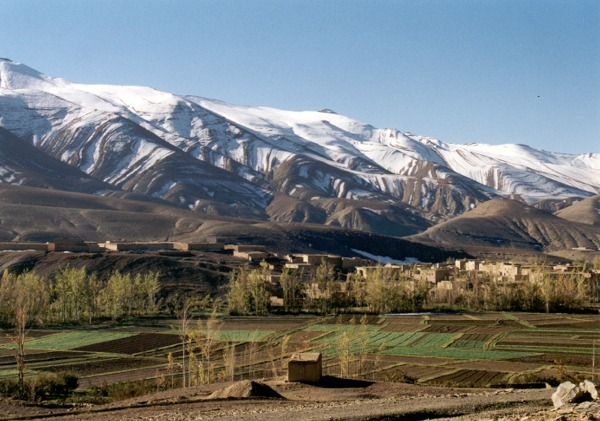

大阿特拉斯山（羅馬化：Aṭlaṣ Amqqran，羅馬化：al-Atlas al-Kabir）是摩洛哥的山脈，位於該國中部，屬於阿特拉斯山脈的一部分，全長750公里，最高點海拔高度4,167米，由沉積岩組成的山體在侏羅紀時期形成。

## 外部連結
- Photo Gallery of Morocco and the High Atlas（页面存档备份，存于）
- Accommodation in Imlil（页面存档备份，存于）